# Сохаг

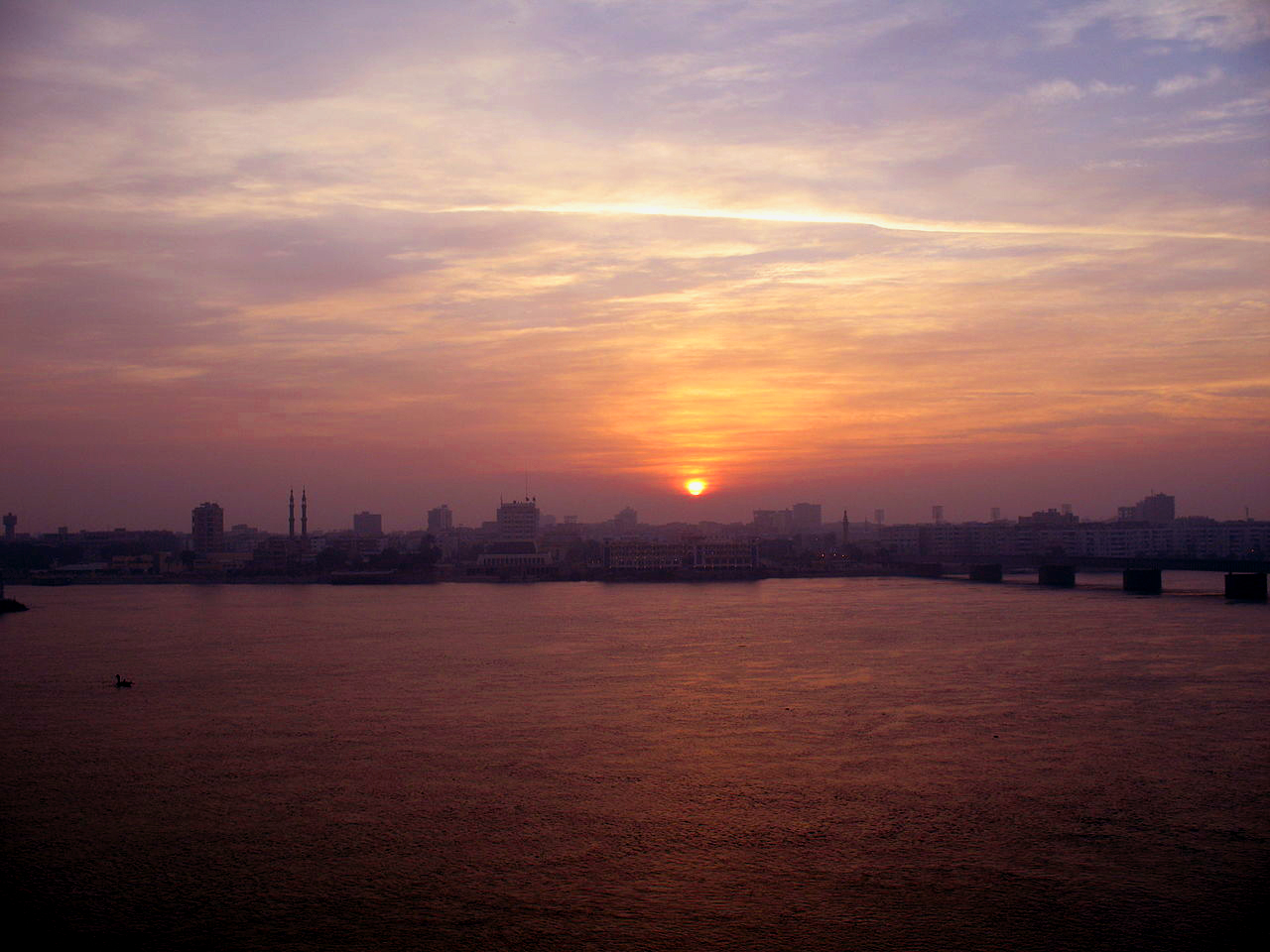
Правобережная часть Сохага на рассвете

Соха́г (араб. سوهاج‎) — город в центральном Египте, в среднем течении Нила, центр одноименной провинции. Население — 189 695 жителей (2006) (население провинции — 3 010 500 человек). Площадь города — 68 км² (площадь провинции — 11022 км²). Доля неграмотного населения — 29 %.

## История
Современный город вырос из деревни Сумай, название которой со временем трансформировалось в Сохаг, и расположен на месте нескольких древних поселений, самым большим из которых, по всей видимости, было Бомпахо (Бомпай) (копт. ⲃⲟⲙⲡⲁϩⲟ, греч. Βομπαη, «канал Пахо»), другими, менее крупными — Тмупай (Тимупахо) «остров Пахо», Пахо (Пай) и Сауаки (Панехиу). Возможно, что общая основа этих топонимов, Пахо, легла в основу и современного названия города.
Сохранились несколько мумий с римских времён, когда на этом месте находилась деревня. В коптский период существовало братство монахов, живших в Белом монастыре в этом районе.
В 1960 году столица провинции была перенесена из Гирги в Сохаг.

## Известные люди
- Нармер — один из фараонов, объединивших Верхний и Нижний Египет, правивший в конце XXXII века до н. э.
- Мухаммад Саид Тантауи — имам мечети Аль-Азхар
- Рифаа ат-Тахтави — египетский просветитель, общественный деятель и писатель.
- Гамаль аль-Гитани — египетский прозаик.

## Ссылки

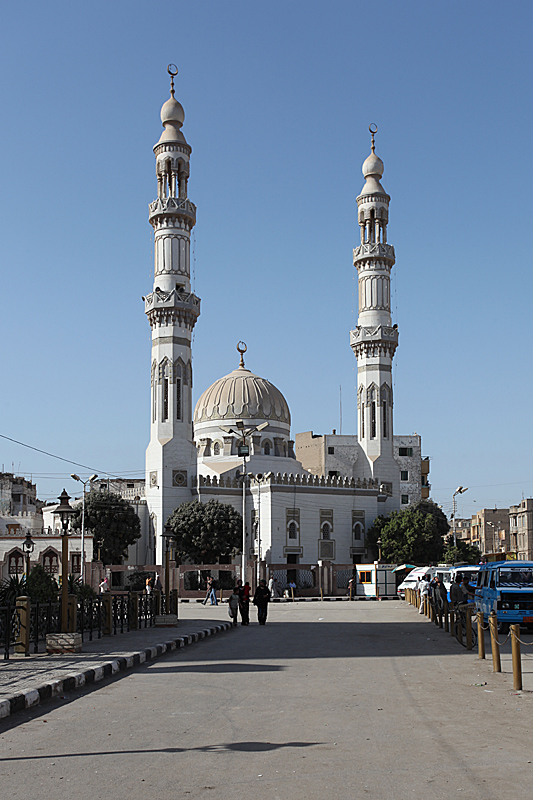
Восточная сторона мечети Эль-Ариф в Сохаге